# Wydział Chemii Uniwersytetu im. Adama Mickiewicza w Poznaniu
Wydział Chemii Uniwersytetu im. Adama Mickiewicza w Poznaniu (WCh UAM) – jeden z 21 wydziałów Uniwersytetu im. Adama Mickiewicza w Poznaniu kształcący studentów na kierunku chemia (w ośmiu specjalnościach), na studiach stacjonarnych (dziennych) oraz niestacjonarnych (zaocznych).
Do 2012 mieścił się w budynku Collegium Chemicum przy ul. Grunwaldzkiej 6. W 2012 wydział rozpoczął przenosiny do Collegium Chemicum Novum przy ul. Uniwersytetu Poznańskiego 8 (pierwotnie ul. Umultowska 89 B) w kampusie Morasko na osiedlu Umultowo.
W roku akademickim 2010/2011 na wydziale kształciło się 1025 studentów, co daje mu dwunaste miejsce wśród wydziałów uczelni.
Na wydziale chemii funkcjonuje 36 grup badawczych w tym 23 zakłady i 13 pracowni:

## Władze Wydziału
W kadencji 2024–2028:
| Stanowisko                     | Imię i nazwisko               |
| ------------------------------ | ----------------------------- |
| Dziekan                        | prof. dr hab. Maciej Kubicki  |
| Prodziekan ds. studenckich     | dr Jakub Grajewski            |
| Prodziekan ds. organizacyjnych | prof. dr hab. Robert Pietrzak |
| Prodziekan ds. naukowych       | dr hab. Marcin Podsiadło      |

## Struktura organizacyjna
| Zakład                                           | Kierownik                               |
| ------------------------------------------------ | --------------------------------------- |
| Zakład Analityki Chemicznej i Środowiskowej      | prof. dr hab. Marcin Frankowski         |
| Zakład Analizy Śladowej                          | dr hab. Anetta Hanć                     |
| Zakład Chemii Analitycznej                       | dr hab. Iwona Rykowska                  |
| Zakład Chemii Bioanalitycznej                    | dr hab. Anna Dembska                    |
| Zakład Chemii i Technologii Związków Krzemu      | prof. dr hab. inż. Hieronim Maciejewski |
| Zakład Chemii Koordynacyjnej                     | prof. dr hab. Renata Jastrząb           |
| Zakład Chemii Kwantowej                          | prof. dr hab. Jacek Komasa              |
| Zakład Chemii Materiałów                         | prof. dr hab. Andrzej Katrusiak         |
| Zakład Chemii Medycznej                          | prof. dr hab. Adam Huczyński            |
| Zakład Chemii Metaloorganicznej                  | prof. dr hab. Cezary Pietraszuk         |
| Zakład Chemii Produktów Naturalnych              | prof. dr hab. Piotr Przybylski          |
| Zakład Chemii Stosowanej                         | prof. dr hab. Izabela Nowak             |
| Zakład Chemii Supramolekularnej                  | dr hab. Maciej Zalas                    |
| Zakład Chemii Fizycznej i Fotochemii             | dr hab. Tomasz Pędziński                |
| Zakład Fizykochemii Środowiska                   | prof. dr hab. Bogusława Łęska           |
| Zakład Katalizy Heterogenicznej                  | prof. dr hab. Maciej Trejda             |
| Zakład Krystalografii                            | prof. dr hab. Maciej Kubicki            |
| Zakład Produktów Bioaktywnych                    | dr hab. Iwona Kowalczyk                 |
| Zakład Spektroskopii i Magnetyzmu                | prof. dr hab. Marek Sikorski            |
| Zakład Stereochemii Organicznej                  | prof. dr hab. Marcin Kwit               |
| Zakład Syntezy i Struktury Związków Organicznych | prof. dr hab. Marcin Hoffmann           |
| Zakład Syntezy Nanostruktur Funkcjonalnych       | prof. dr hab. Violetta Patroniak        |
| Zakład Technologii Chemicznej                    | prof. dr hab. Mieczysław Kozłowski      |
| Zakład Ziem Rzadkich                             | prof. dr hab. Tomasz Grzyb              |